# Choerolophodon
Genre
Choerolophodon est un genre fossile de mammifères herbivores apparentés aux éléphants (ordre des proboscidiens) qui vivaient durant le Miocène en Eurasie et en Afrique entre 10 et 6 millions d'années. On en connait huit espèces dont l'espèce type est nommée Choerolophodon pentelici.

## Description

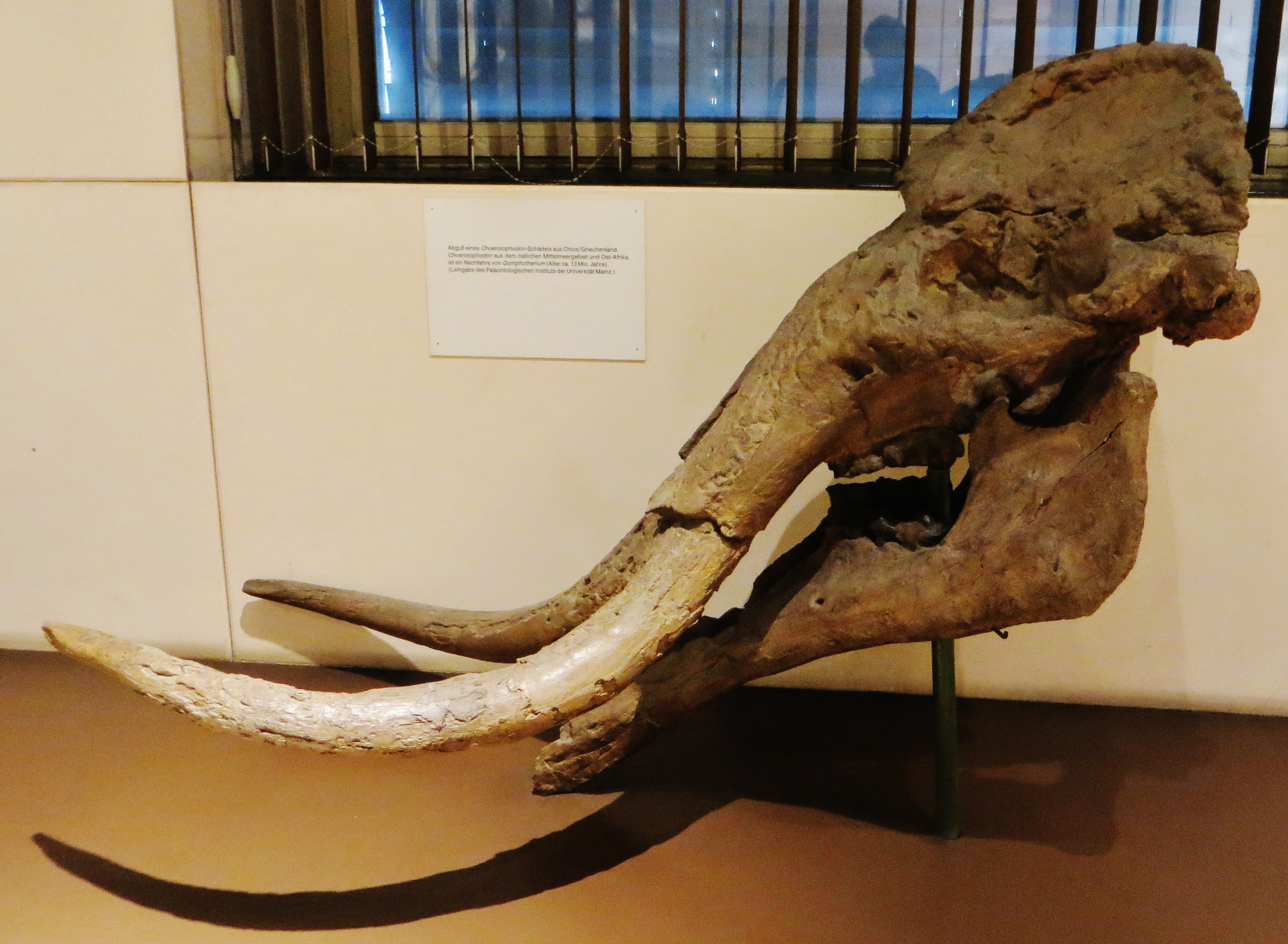
Crâne de Choerolophodon exposé au Musée d'histoire naturelle de Mayence.

Comme son nom l'indique, Choerolophodon ressemblait aux vrais gomphothères, mais possédait une dentition très similaire à celle des suidés : les molaires du Choerolophodon étaient caractérisées par des tubercules accessoires fortement développés dans les sillons transversaux et (du moins chez les espèces les plus dérivées) par la présence abondante de cément dentaire. Les molaires sont trilophodontes et bunodontes. Les demi-lophides sont chevronnées. Les conules accessoires sont multipliées et l'émail est ondulé (ptychodontes). Une autre caractéristique importante qui le différenciait significativement des gomphothères était la structure de la mandibule, qui avait perdu ses défenses inférieures et était significativement raccourcie, créant une structure brévirostrale en forme de douche, un trait partagé uniquement chez les proboscidiens avec les genres de gomphothères nord-américains Eubelodon et Gnathabelodon,. Il a été suggéré qu'au lieu de dents, l'extrémité de la mâchoire inférieure abritait une lame coupante kératinique,. Chez les espèces les plus anciennes, la symphyse mandibulaire était encore allongée. Le crâne, long et assez allongé, possédait deux défenses recourbées, pointées vers l'extérieur et vers le haut, totalement dépourvues d'émail. Chez les formes les plus anciennes, les arcades zygomatiques étaient élargies latéralement et les orbites étaient positionnées antérieurement. La quatrième prémolaire supérieure était également présente. Les défenses poussant à partir de la mâchoire supérieure sont longues et fortement courbées, la plus grande défense découverte, presque complète provient de la péninsule de Chalcidique en Grèce ayant une longueur totale d'environ 2,5 m, avec un poids total probable une fois complète d'environ 70 kg,. L'analyse de la micro-usure dentaire des spécimens de Grèce suggère que ces individus étaient des brouteurs, tandis que l'analyse de la méso-usure des spécimens d'Afrique de l'Est suggère des régimes alimentaires mixtes variés dominés par le broutage et le pâturage, selon la localité,.

## Répartition

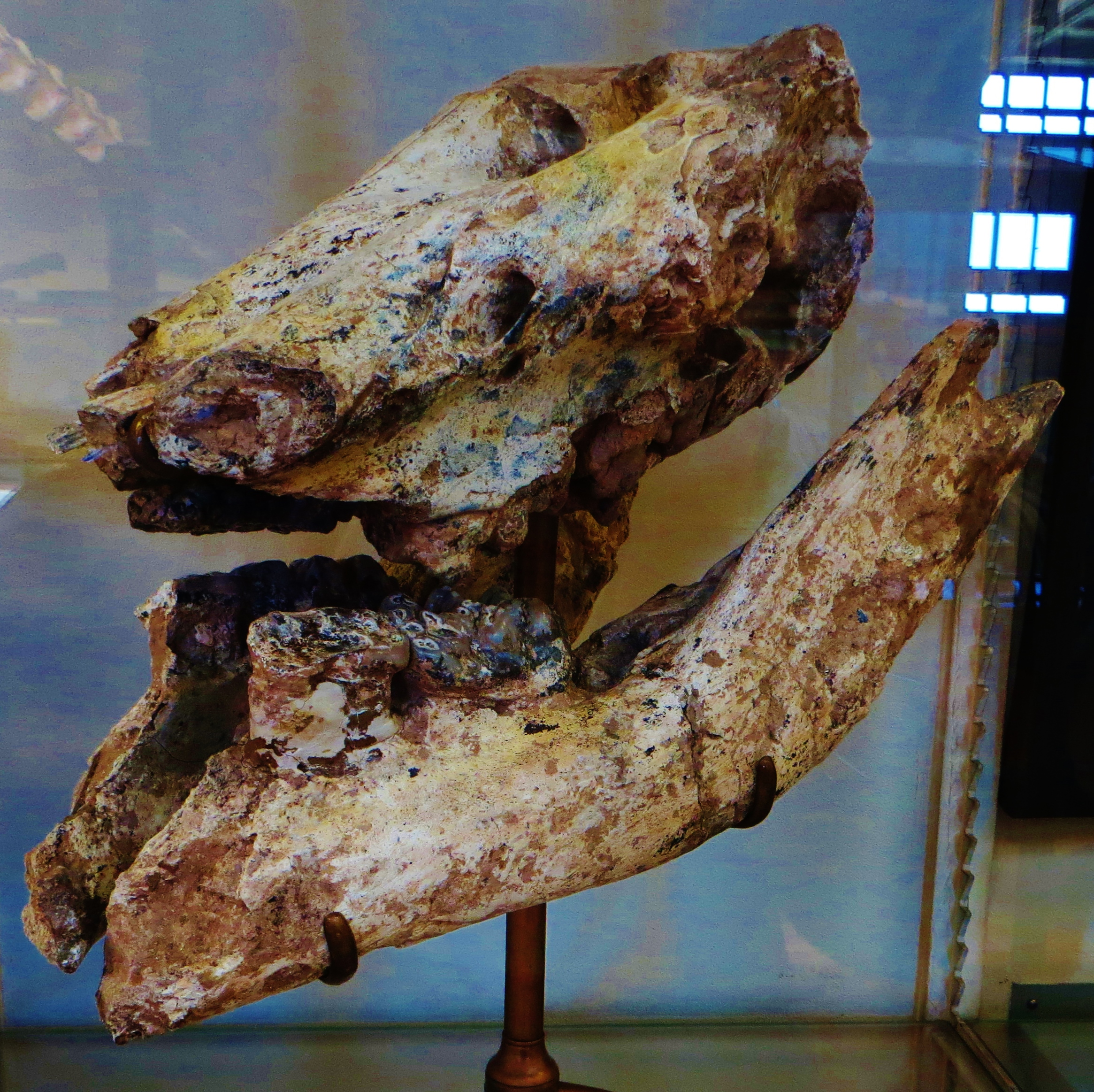
Reste de crâne composé des mâchoires de Choerolophodon pentelici exposé dans la Galerie de Paléontologie et d'Anatomie comparée.

Les fossiles de Choerolophodon ont été découvert en Eurasie et en Afrique, notamment au Kenya au bord du lac Victoria près de la frontière avec l'Ouganda, en Algérie dans la Wilaya d'El Bayadh, au Moyen-Orient, notamment en Irak et en Turquie dans la Région de Marmara, sur la côté de la Région Égéenne ainsi qu'en Anatolie centrale,. En Asie dans le centre du Pakistan, en Inde dans l'Himachal Pradesh, en Iran et en Chine,,. Et en Europe, en Grèce principalement le long de la côte sur la mer Égée, dans le sud de la Bulgarie près de la frontière grecque, dans le nord de la Roumanie près de la frontière avec la Moldavie et dans le sud de l'Ukraine dans les Oblast de Kherson et Zaporijjia.

## Liste des espèces
- †Choerolophodon pentelici Gaudry et Lartet, 1856
- †Choerolophodon anatolicus Ozansoy 1965
- †Choerolophodon palaeindicus Lydekker, 1894
- †Choerolophodon corrugatus Pilgrim, 1913
- †Choerolophodon chioticus Tobien, 1980
- †Choerolophodon guangheensis Wang et Deng, 2011
- †Choerolophodon ngorora Maglio, 1974
- †Choerolophodon zaltaniensis Gaziry, 1987